# Río Tumbafrailes
El río Tumbafrailes es un río del centro de la Provincia de Salamanca, afluente del río Huebra, que a su vez es afluente del río Duero. El Tumbafrailes pasa por los pueblos de Buenamadre y Boadilla.